# Sterrenzangers

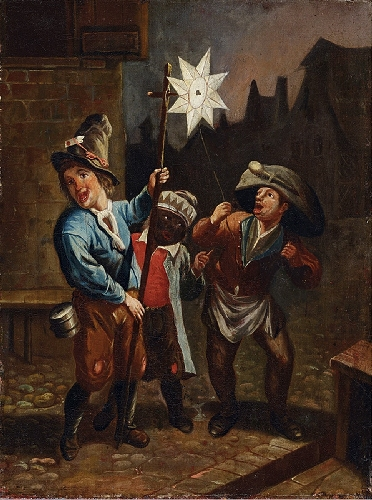
Sterrenzangers, Jan Miense Molenaer, 17e eeuw

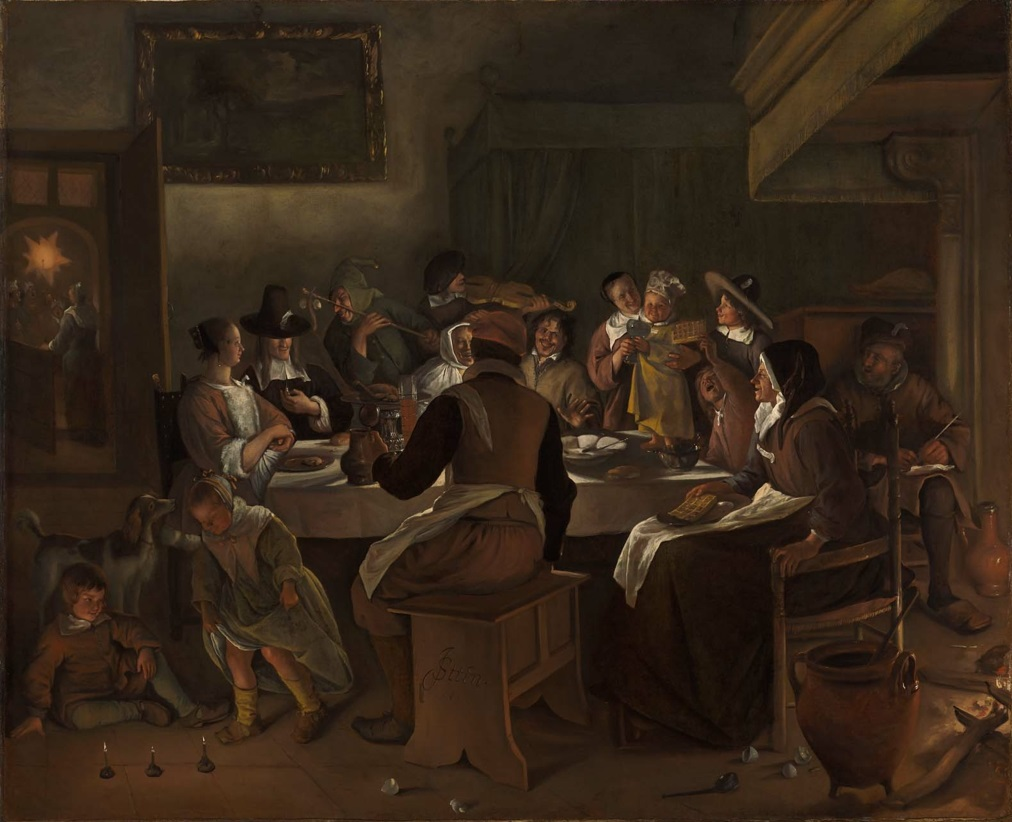
Sterrenzangers aan de deur, Driekoningenfeest, Jan Steen, 1662

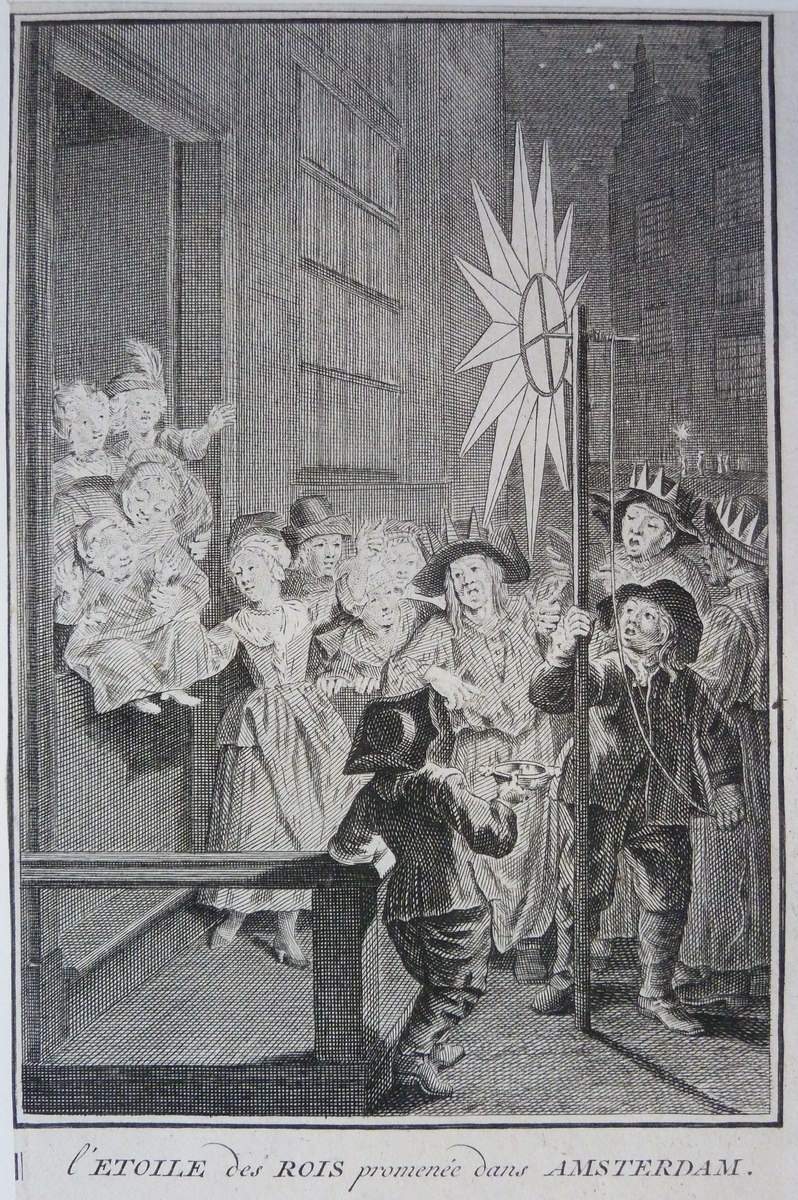
In Amsterdam verdwenen ‘sterrenzangers’ aan het begin van de negentiende eeuw; afbeelding van Bernard Picart uit 1732, Museum Catharijneconvent

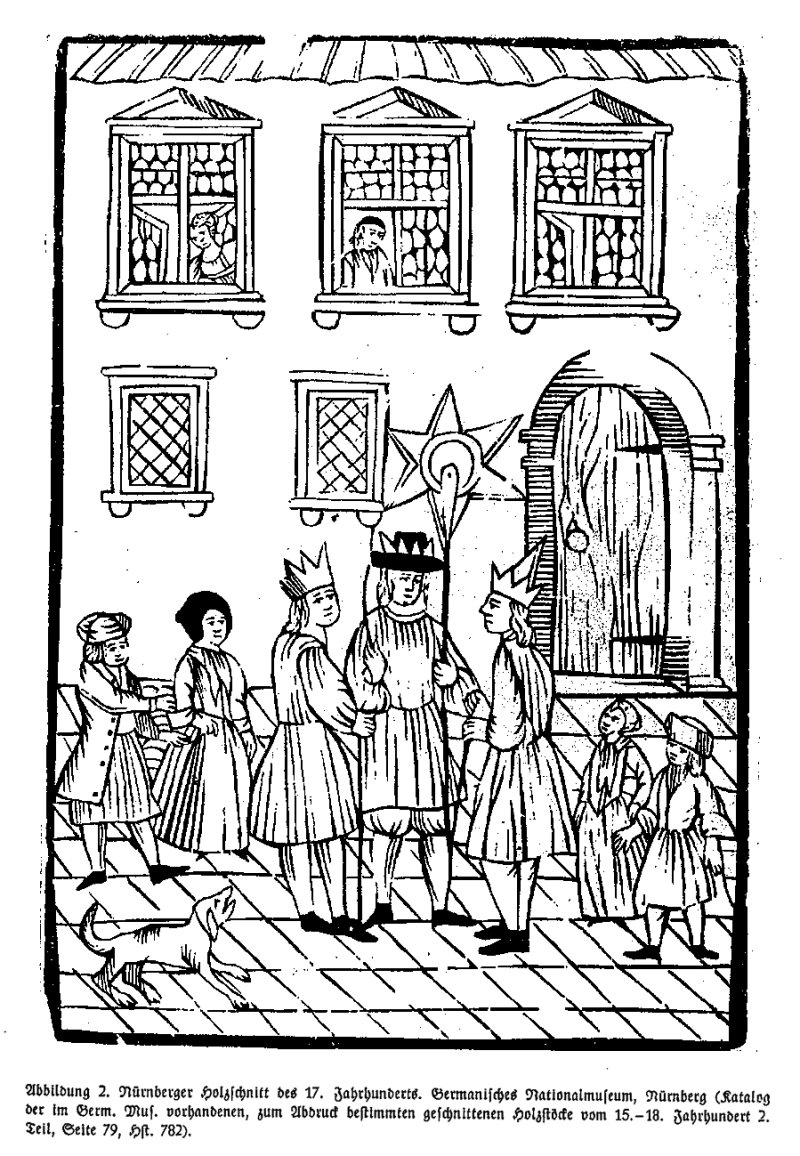
Sterrenzangers in Neurenberg, 17e eeuw

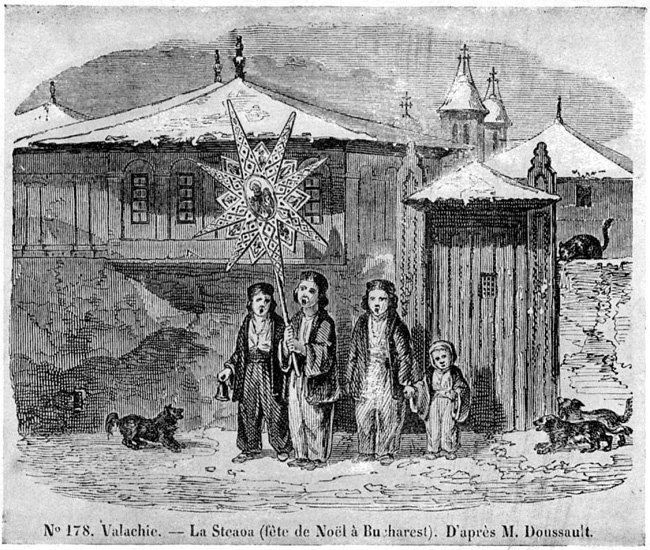
Sterrenzangers in Boekarest, 1842

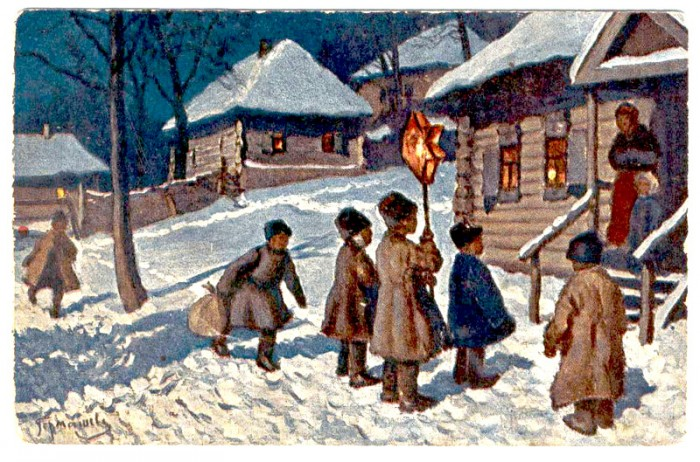
Sterrenzangers in Rusland, 1916

Sterrenzangers of Driekoningenzangers zijn volwassenen of kinderen die met een lichtgevende ster en verkleed als de drie koningen langs de deuren gaan en liederen zingen in de kersttijd (25 december tot 6 januari). De sterrenzangers worden beloond met geld of snoep. Het gebruik wordt ook wel Sterrenzingen of Driekoningenzingen genoemd en komt in veel landen voor.
In sommige gevallen wordt gevraagd of de ster welkom is en gaat het gezelschap de huizen in. Binnen wordt dan gezongen en een toneelspel opgevoerd, waarna de groep een aalmoes ontvangt.
Het gebruik was in de Middeleeuwen al bekend. Op de synode in Konstanz tijdens kerst in 1417 voerden Britse geestelijken een sterrenzangers drama op voor de rest van de deelnemers. Ze droegen kostbare kostuums en hadden een grote lichtgevende ster bij zich. Dit optreden was een groot succes op de conferentie en wordt wel gezien als de reden dat dit gebruik steeds populairder werd in grote delen van Europa.

## Nederland en België
In 1574, op de Synode van Dordrecht, werd besloten alleen Kerstmis, Pasen, Pinksteren en Hemelvaart als feestdag te vieren. In de 17e en 18e eeuw verzetten calvinistische gelovigen in Nederland zich tegen de Driekoningenviering. Sterrenzangers en koningsprenten, het branden van kaarsen en het zingen van liederen verdwenen in veel plaatsen.
Tegenwoordig komt het Sterrenzingen in Nederland vooral voor in Limburg en Brabant. De groepjes worden niet altijd gevormd door drie personen, soms zijn het grotere groepen. In enkele gevallen gaat het om een Driekoningenstoet. De kaars op een stok werd vaak door lampionnen vervangen.
In Retie gaan 's avonds volwassenen onherkenbaar verkleed langs de deuren van bekenden.

## Verenigd Koninkrijk
In Engeland raakte het gebruik van de Star boys' singing procession verweven met andere gebruiken rondom kerstliedjes. Deze sterrenzangers gaan niet van huis tot huis, maar bezoeken enkele lokale pubs en krijgen gratis bier. Tegenwoordig dragen ze ook niet meer de grote lichtgevende ster, maar een vierhoekige paraffine kaars of zelfs een lamp met een normaal handvat. Het Britse gebruik is (in tegenstelling tot de andere gebieden in Europa) niet religieus maar wereldlijk.

## Scandinavië
In Scandinavië komt het Stjernespil voor in de kustgebieden, meestal niet landinwaarts. Omstreeks 1880 kwamen mensen met bezwaren tegen het katholieke bedelen en werd het gebruik verboden door bestuurders. Rond 1900 was het gebruik grotendeels verdwenen. Er zijn maar enkele plaatsen waar het gebruik altijd in ere is gehouden, zoals Amager in Denemarken en Haram en Grimstad in Noorwegen.
In de 19e eeuw smolt het Stjernespil samen met het paardrijden op de feestdag van St. Steven (26 december). Tegenwoordig komen de sterrenzangers, samen met de bruidsmeisjes en elven, voor tijdens de Lucia processie op 13 december. In recente tijden hebben leraren en geestelijken pogingen ondernomen om het gebruik weer in ere te herstellen voor kleine kinderen. Ze nodigen de ouders uit om op de (kleuter)school of kerk te komen om de opvoering te bekijken. De populaire en grappige folkloristische elementen worden vaak weggelaten in deze moderne uitvoering van het Stjernespil.
In Finland werd een versie van het Sterrenzangers processie uit Oulu, bekend als  Tiernapojat, een landelijke kersttraditie. Het bestaat uit verschillende festiviteiten in (kleuter)scholen en andere plaatsen en het wordt elke kerst op radio en tv uitgezonden. De Finse versie bevat niet-Bijbelse elementen zoals de overwinning van Herodus op de koning van de Moren en een loflied voor Alexander II van Rusland.

## Duitsland en Oostenrijk
In Duitsland en Oostenrijk komen de Sternsinger in het hele land voor. Vaak zamelen de Sternsinger geld in voor Caritas.
In deze landen schrijven de Sternsinger de initialen van de wijzen (CMB) uit het oosten op de huizen na het zingen van lieden, het voordragen van gedichten en het in ontvangst nemen van de giften. Volgens andere uitleg gaat het om het Latijnse Christus Mansionem Benedicat ('Christus zegene dit huis').

## Afbeeldingen

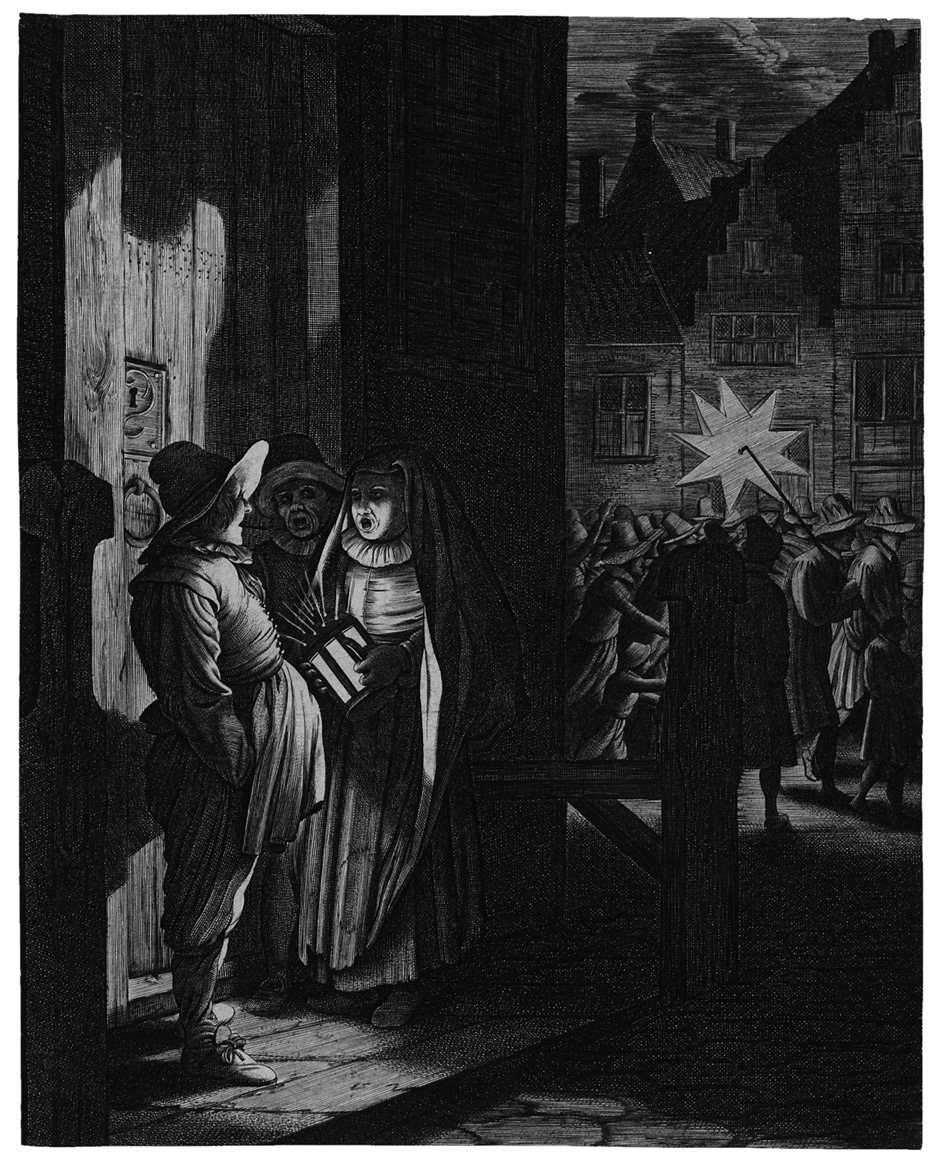
Afbeelding van Jan van de Velde (II), ca. 1641
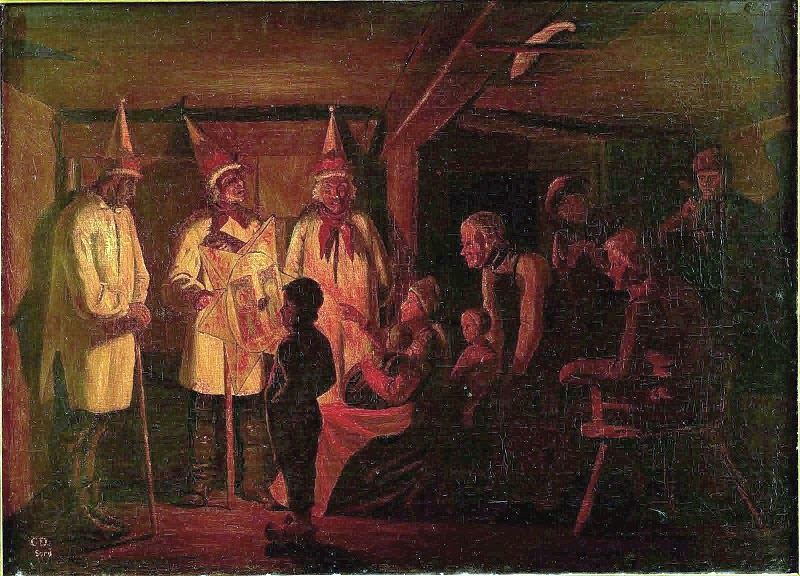
Afbeelding uit 1862
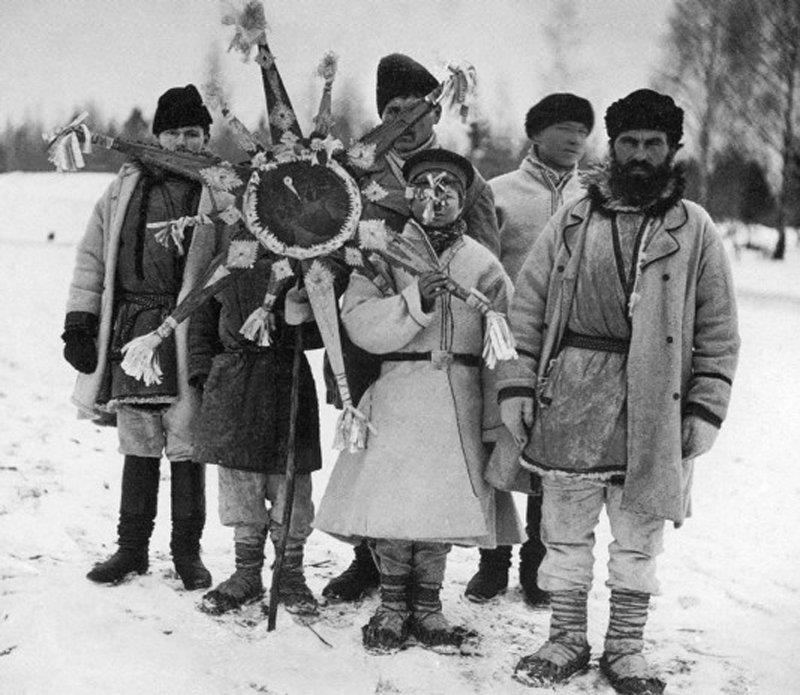
Afbeelding uit 1903
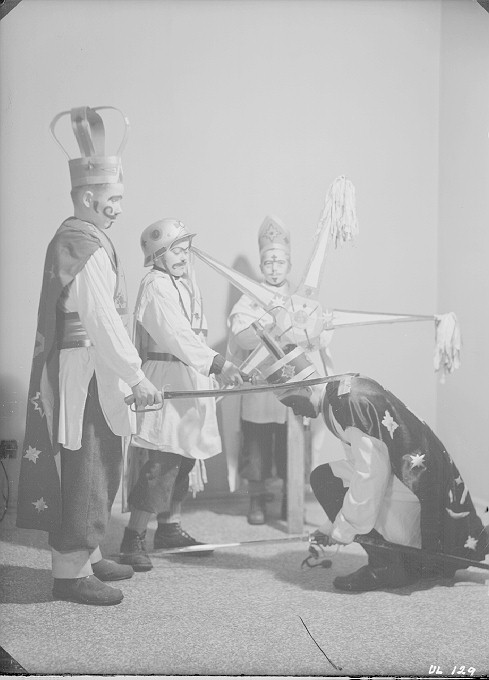
Afbeelding uit 1946
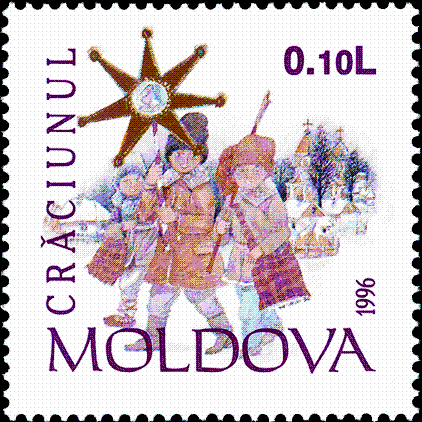
Sterrenzangers op een postzegel uit Moldavië, 1996
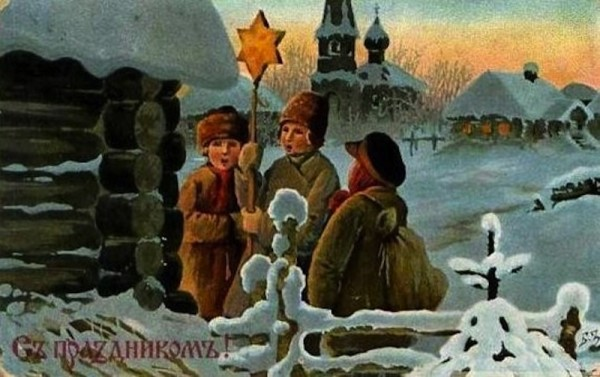
Sterrenzangers in Rusland
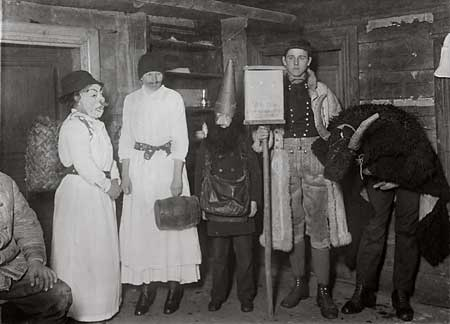
Een groep karakters (inclusief een joelbok) tijdens een traditionele kerstviering in Zweden